# Pieve di Soligo

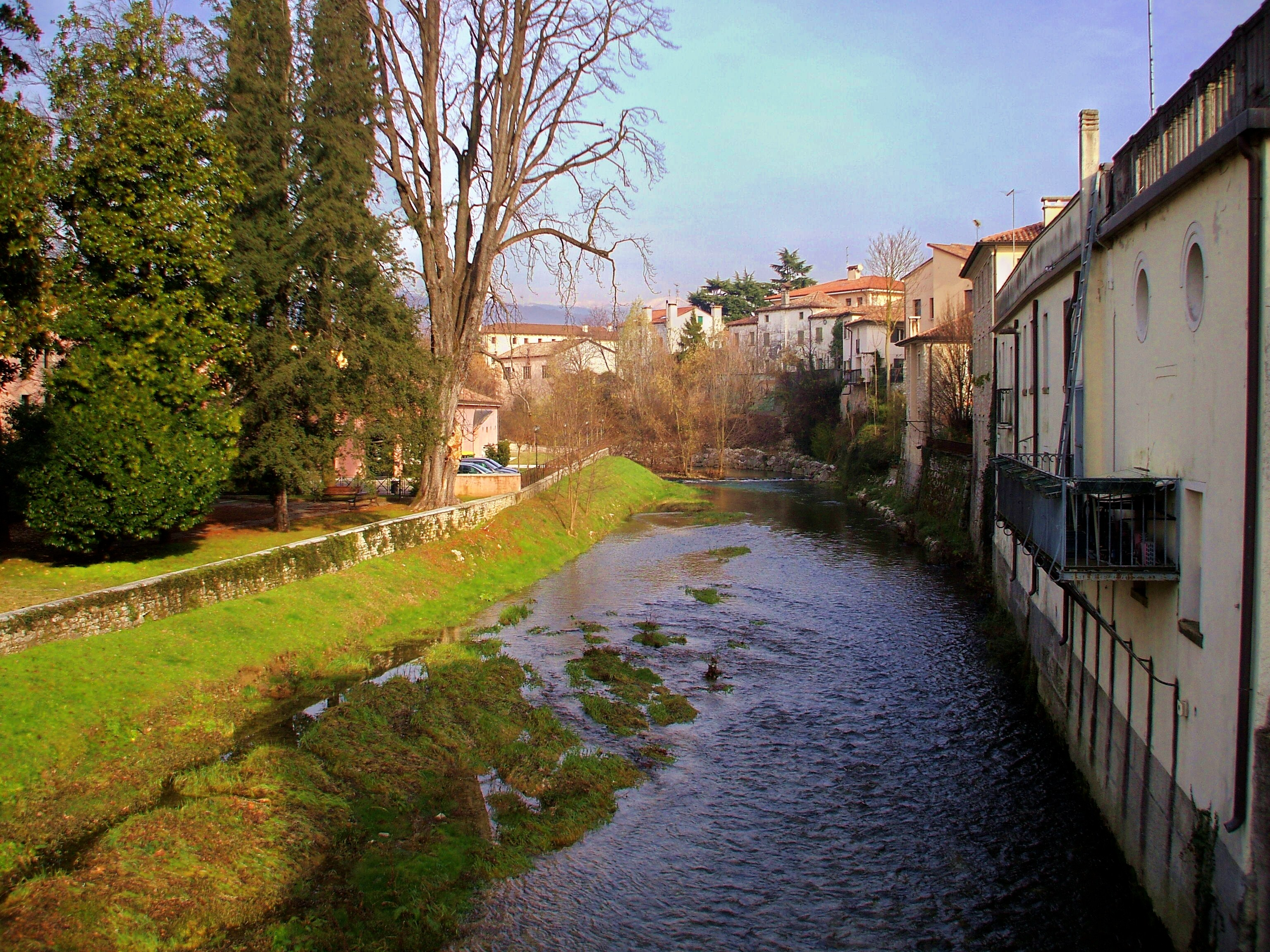
Rzeka Soligo w mieście Pieve di Soligo

Pieve di Soligo – miejscowość i gmina we Włoszech, w regionie Wenecja Euganejska, w prowincji Treviso.
Według danych na rok 2004 gminę zamieszkiwały 10 673 osoby, 561,7 os./km².